# Ciklični GMP
Ciklični gvanozinmonofosfat (cGMP) ali gvanozin-3',5'-monofosfat je ciklični nukleotid, ki ima v telesu vlogo sekundarnega obveščevalca, torej sodeluje pri prevajanju signala v celicah. Kot sekundarni obveščevalec sodeluje cGMP zlasti pri prevajanju signala s peptidnimi hormoni - ko se molekula peptidnega hormona veže na receptor na zunanji strani celične membrane, povzroči sproščeni cGMP v notranjosti celice aktivacijo protein-kinaz. 

## Biosinteza in razgradnja
Ciklični GMP se v telesu sintetizira iz GTP-ja; slednji je analog ATP-ja. Pri pretvorni molekule GTP-ja v cGMP sodeluje encim gvanilat-ciklaza, ki se v telesu nahaja v vsaj dveh izoencimskih oblikah:
- Ena izooblika se nahaja v plazemski membrani ter se sprošča pod vplivom atrijskega natriuretskega hormona. Vezavno mesto za hormon je obrnjeno proti zunanjosti celice, domena, ki sodeluje pri sintezi cGMP, pa navznoter.
- Drug izoencim se nahaja v citosolu določenih celic.

Razgradnja cGMP-ja poteka s pomočjo encima fosfodiesteraze, ki pretvori cGMP do GMP-ja.

## Funkcije
- uravnavanje transporta ionov v ledvicah in črevesju,
- relaksacija gladkega mišičja (npr. v stenah žil),,
- odpiranje natrijevih kanalčkov v paličnicah (v temi je v paličnicah koncentracija cGMP višja),
- verjetno sodeluje tudi v možganskih procesih.